# Блектіно
Блектіно (англ. Blacktino) — американська комедія 2011 року.

## Сюжет
Що робити, якщо ти важиш більше тонни, живеш в негритянському кварталі, але сам наполовину метис якого зневажають усі, замість батьків у тебе одна дивакувата бабуся, а кожен з однокласників вважає своїм обов'язком тебе побити чи просто познущатися? Невдаха хлопчина знаходить своє місце в незвичайному шкільному театрі, в якому зібралися такі ж ізгої, як він.

## В ролях
- Остін Маршалл — Стефан Дейлі
- Девін Рей — Лаура Вега
- Тайгер Шью — Метт Міямото
- Мішель Родрігес — Шарлотта Фостер Джейн
- Денні Трехо — Рохеліо
- Джефф Фейгі — Кутер
- Деріл Сабара — Еван
- Дана Віллер-Ніколсон — Мун
- Деніс Вільямсон — Стейсі
- Конрад Гонзалес — Даніель Енконіа
- Тімеса Серреті — Еллі
- Брайан Джексон — Росс Диллер
- Джессі Ферраро — Бретт
- Сабріна Джонс — Мередіт
- Каміль Дібольд — Марчеллі
- Кеннерлі Дібольд — Марчеллі
- Могаммад Ахмед — касир
- Сара Арнольд — танцівниця
- Вікторія Арредондо — Тіна